# آندرس متسویا
آندرس متسویا (استونیایی: Andres Metsoja؛ زادهٔ ۲۵ نوامبر ۱۹۷۸)  سیاستمدار و نماینده مجلس اهل استونی است.